# Hapalotremus
Hapalotremus là một chi nhện trong họ Theraphosidae.

## Các loài
Chi này gồm các loài:
- Hapalotremus albipes Simon, 1903
- Hapalotremus cyclothorax (Mello-Leitão, 1923)
- Hapalotremus exilis (Mello-Leitão, 1923)
- Hapalotremus major (Chamberlin, 1916)
- Hapalotremus muticus (Mello-Leitão, 1923)
- Hapalotremus scintillans (Mello-Leitão, 1929)